# 司馬攸
司馬攸（246年—283年4月27日），字大猷，小字桃符，河内郡溫縣（今河南省焦作市溫縣 ）人，三国时曹魏大臣及西晉宗室。曹魏權臣司馬師之繼子、司馬昭次子，晋武帝司馬炎之同母弟，八王之亂参与者之一司马冏之父。

## 生平

### 早年生活
司馬攸年幼時已十分聰明，性格溫和，親近賢才亦樂於施予他人；而且愛讀經籍，亦能寫文章，尤其擅長寫作書信，因而成了當時的模範，才能和威望都超越哥哥司馬炎，連祖父司馬懿亦非常器重他。因伯父司马师无子，司馬攸就过继给司马师入作繼嗣。
嘉平二年（251年），太尉王凌圖謀叛變被告發，司馬懿領兵討伐，司馬攸亦隨同出征，戰後獲封长乐亭侯。正元二年（255年），司馬師在平定毌丘儉、文欽之亂後不久病逝，時年十歲的司馬攸襲封舞陽侯。

### 輔助朝政
司馬攸及後任散騎常侍、步兵校尉，在管理士兵方面甚有威惠。咸熙元年（264年）建五等爵，司馬攸改封安昌侯，迁卫将军。次年其兄司馬炎创立西晋，司馬攸受封为齐王。
司馬攸在當時總統軍事，安撫國內外，很得人心。當時司馬炎下令分封的諸王可以自選封國官員，司馬攸雖三度上書反對都不獲接納，但司馬攸日後封國內官員遺缺時都仍堅持要由朝廷任命，不自作安排。另外當時宗室的一切衣食開銷都是有皇室負責，但司馬攸則表稱靠封國的租賦已足以生活，多次表示不需要皇室的財政支援，但又不獲接納；而司馬攸雖然一直留在洛陽，並沒到封國，但封國的士卒官員都會以所收租賦來給予他們酬金，每有疾病和死葬司馬攸亦會賜錢撫恤；而當有天災令農產失收時，司馬攸都會對封國內百姓加以振濟和賒貸，亦會減輕租賦，讓他們在豐收之年補交所欠的，這都令封國人民對他十分信賴。司馬攸後遷驃騎將軍、開府儀同三司，雖任高位但仍然很謙虛和以誠信待人事，因司馬攸得人心，當時驃騎將軍按例應罷營兵，但手下數千人都不肯離去，司馬炎最終都准許他們繼續在司馬攸麾下。司馬攸後轉鎮軍大將軍，加侍中，行太子少傅，數年後改任太子太傅。咸宁二年（276年），替代贾充成为司空。

### 憤怨病卒
司馬昭死前曾以西漢淮南厲王劉長和曹魏陳思王曹植與他們身為皇室兄弟的事勸司馬炎和司馬攸二人要和平共處；王元姬死前亦有類似的勸告。但當司馬炎覆滅東吳後身體健康惡化，而太子及各皇子都闇弱，朝中人人都希望由司馬攸繼位。但當時司馬攸極為厭惡司馬炎寵臣荀勖和馮紞等人阿諛奉承的行為，二人亦恐怕一旦司馬攸真的繼位，自己都會被貶謫，於是借故以正太子名位為由要將齊王調回封國，司馬炎最終聽從了二人的話。太康三年十二月甲申（283年1月28日）下詔任命司馬攸為大司馬、假節、都督青州諸軍事，並回到齊國。司馬攸知道後很不高興，知道要他回封國是荀勖等人的主意，因而憤恨發病，於是要求留守生母文明皇后王元姬的陵墓，但不被允許。司馬炎又派御醫為司馬攸看症，御醫們揣測司馬炎心思，都稱司馬攸沒病，以致司馬攸在病情惡化之下仍被催促儘快起程。司馬攸唯有抱病辭行，即便病重仍然整飾衣冠容貌並舉止如常，更令司馬炎以為他是裝病。次年三月癸丑日（283年4月27日）司馬攸吐血而死，享年三十八歲。
當司馬炎知道親弟死訊後哭得十分傷心，但馮紞則說：「齊王名過其實，卻得到天下人民歸心，今天他病死是社稷之福，陛下不必這樣傷心！」因此司馬炎便不再哭。而司馬炎去治喪時，司馬攸兒子司馬冏訴說是御醫們誣稱司馬攸沒病，於是司馬炎誅殺那些御醫。其後司馬攸的谥号定為献。

## 性格特徵
- 司馬師死時，當時仍然年幼的司馬攸為伯父司馬師表現得十分悲哀，其他人看見都大為讚歎；後亦照顧景獻皇后羊徽瑜，以孝聞名。而父親司馬昭死時，司馬攸更因哀傷過度而要用杖才能站起來，更茶飯不思。
- 司馬攸以禮節制自己，很少有過錯。向人借書後發現書中有錯都會寫下來，並一併交還。而且司馬攸至性過人，每當有事情觸動他就會立刻流下淚來。

## 評論
- 《晉書》史臣曰：「齊王以兩獻之親，弘二南之化，道光雅俗，望重台衡，百辟具瞻，萬方屬意。既而地疑致逼，文雅見疵，紞勖陳蔓草之邪謀，武皇深翼子之滯愛。遂乃褫龍章於袞職，徙侯服於下藩，未及戒塗，終於憤恚，惜哉！若使天假之年而除其害，奉綴衣之命，膺負圖之託，光輔嗣君，允釐邦政，求諸冥兆，或廢興之有期，徵之人事，庶勝殘之可及，何八王之敢力爭，五胡之能競逐哉！《詩》云‘人之云亡，邦國殄瘁’，攸實有之；‘讒人罔極，交亂四國’，其荀馮之謂也。」贊：「彼美齊獻，卓爾不群。自家刑國，緯武經文。木摧於秀，蘭燒以薰。」
- 司马炎：侍中、司空、齐王攸，明德清暢，忠允笃诚。
- 王渾：攸至親盛德，侔於周公。

## 家庭

### 祖父母
- 司馬懿
- 張春華

### 父母
- 司馬師，伯父繼父，司马攸因伯父無子而過繼為後嗣。
- 羊徽瑜，伯母繼母。
- 司馬昭，親父。
- 王元姬，親母。

### 妻妾
- 贾褒，贾充与李婉长女

### 后裔
- 司馬蕤，庶长子，司馬攸弟遼東王司馬定國早死，作為繼嗣。後封東萊王，司馬冏執政時任散騎常侍，加大將軍、領侍中、特進。後因與左衛將軍王輿謀廢司馬冏而被廢為庶人，後更被司馬冏派人殺死。
- 司馬寔，庶次子，起初為長樂亭侯，司馬贊死後入繼廣漢王，司馬攸被命令回封國時改封為北海王。官至侍中、上軍將軍。
- 司馬贊，第五子，入繼廣漢王司馬廣德，早死。
- 司馬冏，嫡子，嗣子，八王之亂其中一王，曾任大司馬專政，後被長沙王司馬乂擊敗，並被殺。
  - 司马柔之，司馬冏嗣子，本为司马攸之叔司马亮曾孙，晋孝武帝下诏令其袭封齐王，延续司马攸和司马冏的祭祀。

## 延伸阅读
[在维基数据编辑]
 《晉書·卷038》，出自房玄齡《晉書》